# Großer Pampashase

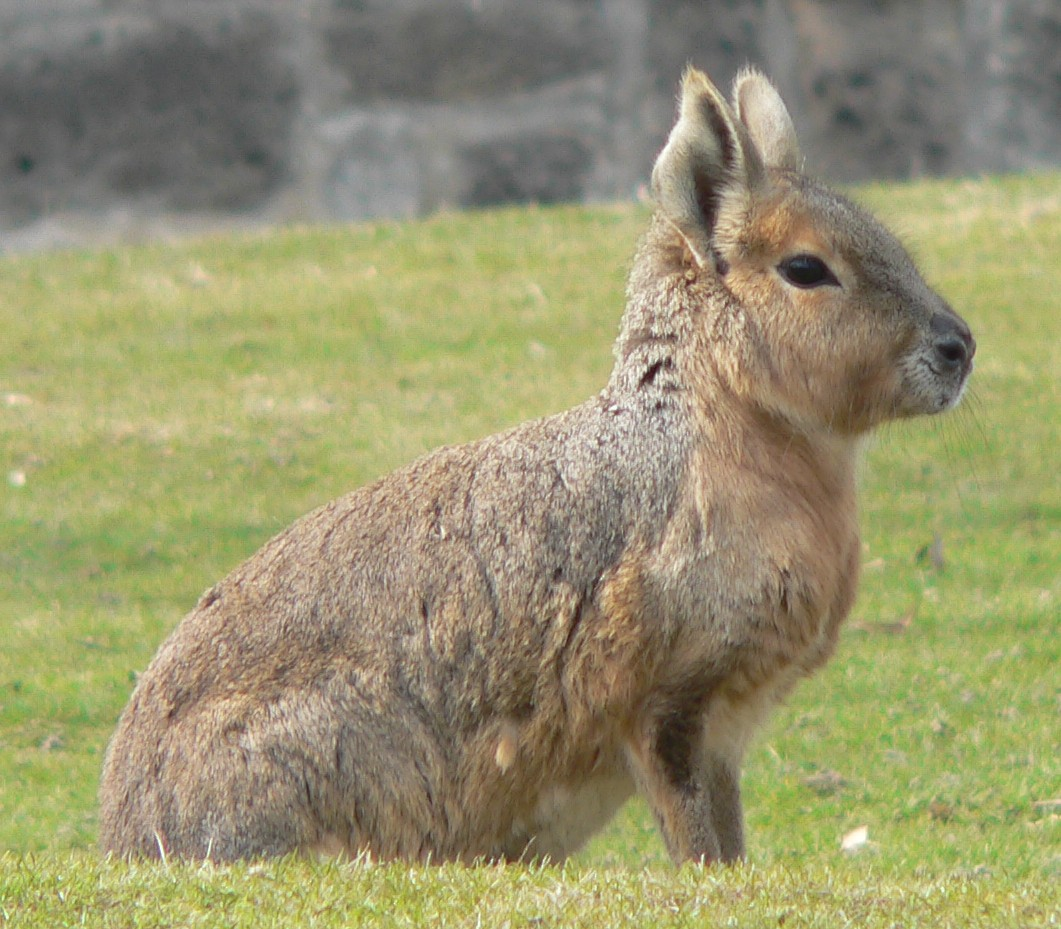
Großer Pampashase

Der Große Pampashase oder die Große Mara (Dolichotis patagonum) ist eine in Argentinien lebende Nagetierart aus der Familie der Meerschweinchen (Caviidae). Zusammen mit dem Kleinen Pampashasen bildet er die Gattung der Pampashasen.

## Merkmale

### Allgemein
Der Große Pampashase ist nach dem Capybara – dem größten lebenden Nagetier – der größte Vertreter der Meerschweinchen. Er erreicht eine Kopfrumpflänge von 61 bis 81 Zentimeter (durchschnittlich 71 Zentimeter), der Schwanz ist ein Stummel von maximal 5 Zentimetern Länge, er ist flachgedrückt und fast haarlos. Männchen erreichen ein durchschnittliches Gewicht von 7,7 Kilogramm, Weibchen sind mit 8,3 Kilogramm etwas schwerer – das Höchstgewicht beträgt 16 Kilogramm.
Ihr Fell ist an der Oberseite graubraun (aguti) gefärbt, der Bauch ist weiß. Die rückwärtigen Teile der Oberschenkel sind ebenfalls weiß, dort befindet sich auch ein auffallender, schwarzer Streifen oberhalb. Die Flanken und das Kinn, manchmal auch die Seiten des Kopfes sind orange- bis rostfarben. Das Fell dieser Tiere ist dicht und kurz, erweckt aber einen borstigen Eindruck.
Der Körperbau der Pampashasen wird als hasenähnlich beschrieben, was vor allem an den langen Beinen und den großen Ohren liegt. Bis auf diese beiden Merkmale ähneln sie den Meerschweinchen. Wie bei allen Vertretern dieser Familie enden die Vorderfüße in vier und die Hinterfüße in drei Zehen. Die Hinterfüße tragen hufartige Klauen, Vorderfüße scharfe Krallen, die zum Graben geeignet sind. Die Hinterbeine sind länger als die Vorderbeine, wobei wie bei vielen schnell laufenden Tiere das Stylopodium (Oberarm bzw. Oberschenkel) kürzer als das Zygopodium (Unterarm bzw. Unterschenkel) ist. Mit der Entwicklung langer Gliedmaßen als Anpassung an eine Lebensweise in Grasland und Steppe nehmen Pampashasen die ökologische Nischen ein, die anderenorts von Huftieren eingenommen werden. Dies zeigt sich in einer Reihe konvergenter Entwicklungen, etwa in der Reduktion der Schlüsselbeine.

### Kopf und Zähne

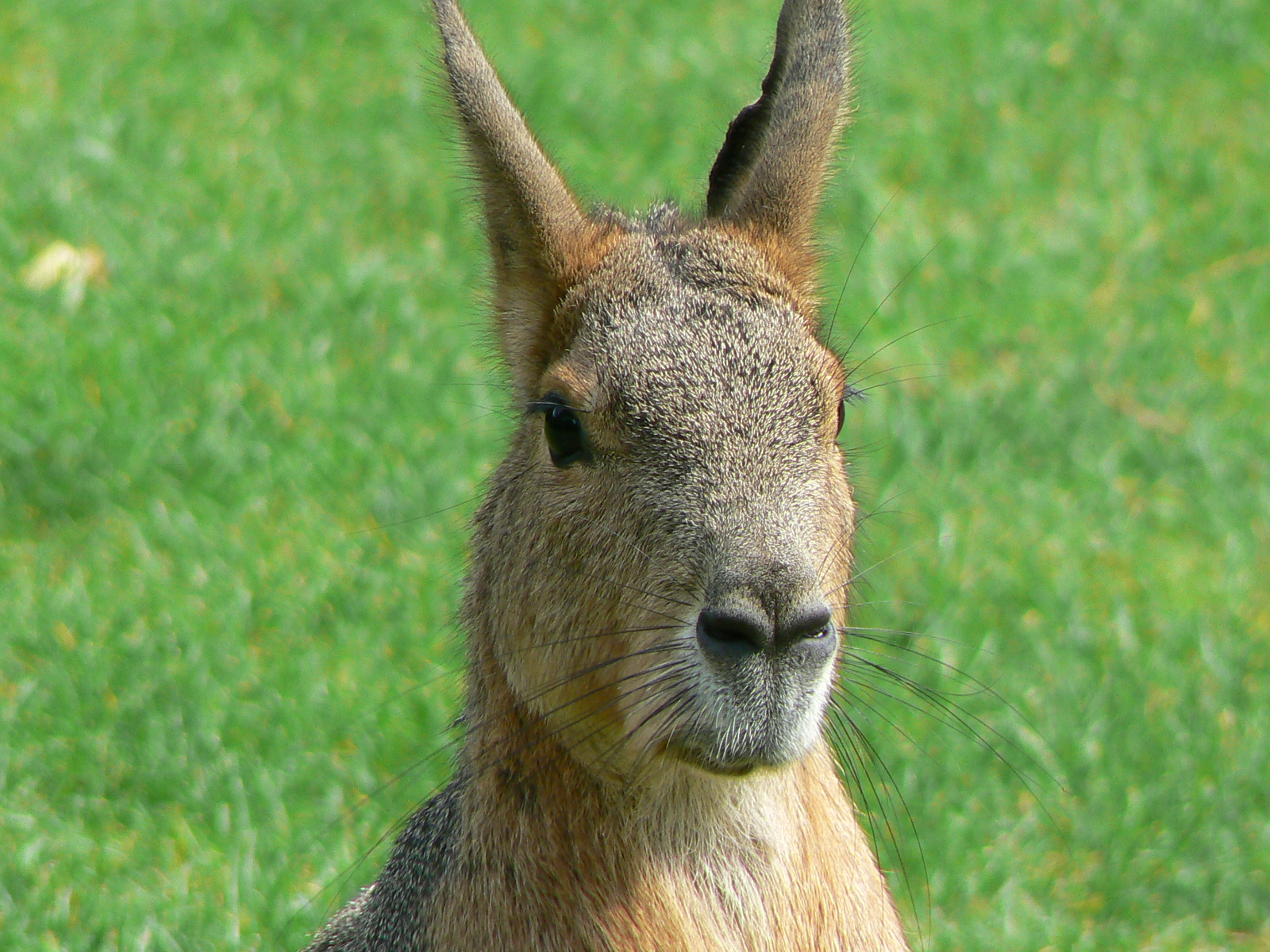
Kopf eines Großen Pampashasen

Der große, schmale Kopf wird vor allem durch die langen, 9 bis 10 Zentimeter langen Ohren charakterisiert. Damit einhergehend ist ein guter Gehörsinn, was für die Wahrnehmung in offenen Habitaten wichtig ist. Die Augen sind groß und seitlich am Kopf angebracht. Die Nase ist stumpf, die Vibrissen sind gut ausgebildet. Im Bau des Schädels ist das Nasenbein auffallend, das groß und nach vorne zugespitzt ist, allerdings nicht so weit vorne wie die Maxilla. Das Stirnbein ist sehr breit und das Tränenbein sehr groß.
Die Zahnformel lautet wie bei allen Meerschweinchenverwandten 1/1-0/0-1/1-3/3=20, das heißt pro Kieferhälfte haben sie einen als Nagezahn ausgeprägten Schneidezahn, keinen Eckzahn, einen Prämolar (Vorbackenzahn) und drei Molaren (Backenzähne). Die Nagezähne sind wie die fast aller Nagetiere wurzellos und wachsen ein Leben lang nach. Eckzähne fehlen wie bei allen Nagetieren, zwischen Schneide- und Backenzähnen klafft eine als Diastema bezeichnete Lücke. Die Backenzähne sind wie bei allen Meerschweinchen ebenfalls wurzellos und dauerwachsend.

### Innere Anatomie
Der Verdauungstrakt gleicht dem der übrigen Meerschweinchen. Der Magen ist einfach gebaut, sie sind Enddarmfermentierer. Das heißt, sie können in ihrem Blinddarm (Caecum) mittels symbiotischer Bakterien auch Zellulose aufschließen. Der Grimmdarm (Colon) ist zu diesem Zweck modifiziert und weist oft komplexe Falten auf. Diese Anpassungen geht mit der Caecotrophie, dem nochmaligen Aufnehmen des Kotes zur besseren Verwertung der Nahrung, einher.
Eine Besonderheit der Pampashasen ist, dass sich die Analdrüse zwischen Anus und Schwanzwurzel befindet – bei den anderen Meerschweinchen ist sie vor dem Anus gelegen.

## Verbreitung und Lebensraum

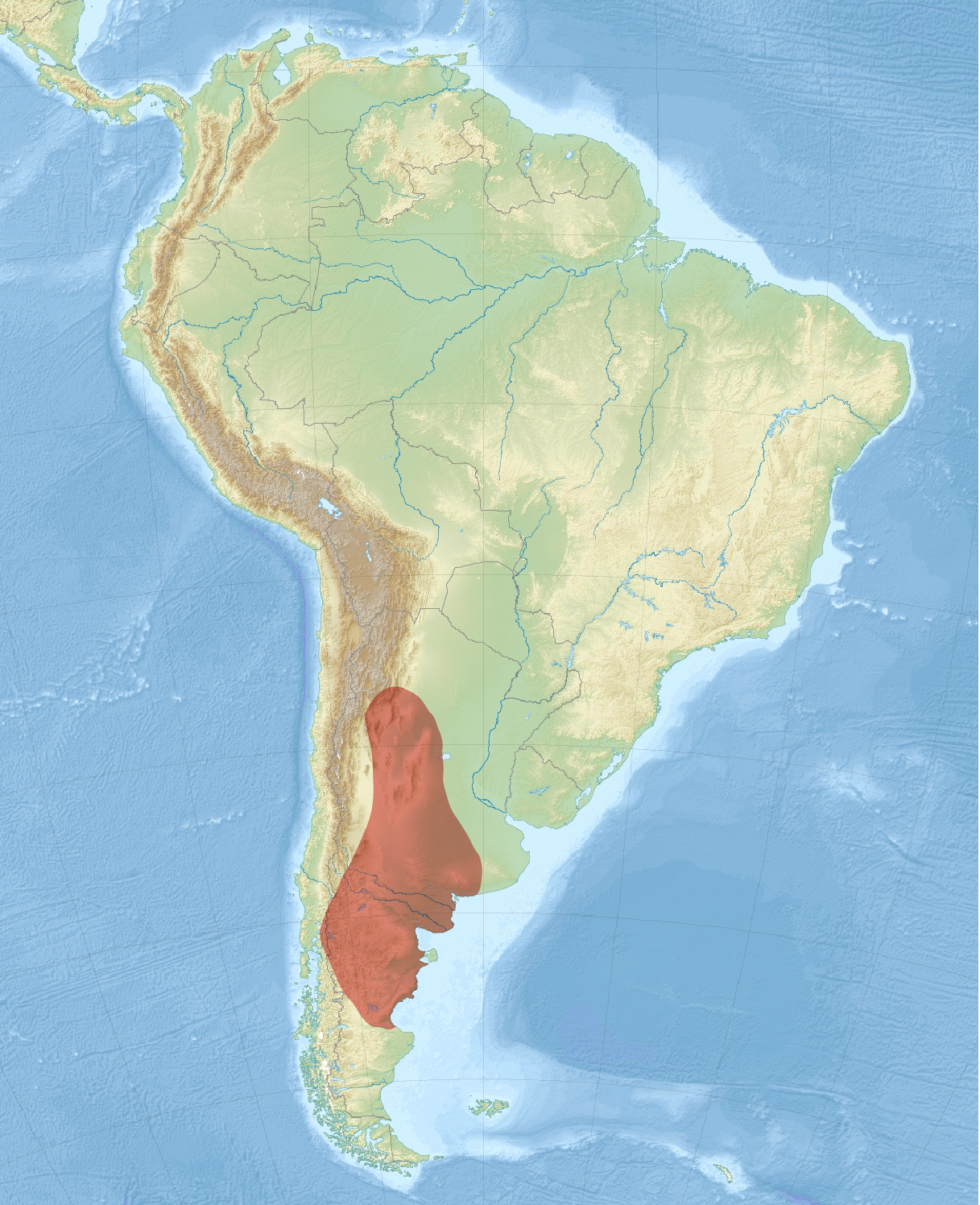
Heutiges Verbreitungsgebiet des Großen Pampashasen

Große Pampashasen sind in Argentinien endemisch. Ihr Verbreitungsgebiet reicht ungefähr vom 28. bis zum 50. Breitengrad, das heißt von den Provinzen Catamarca und Córdoba im Norden bis Santa Cruz im Süden. Ihr Lebensraum sind offene, tiefer gelegene Habitate. Vorwiegend bewohnen sie Grassteppen (Pampa – bis zur Verdrängung durch die Landwirtschaft – Dornstrauchsavanne (Espiñal) und Monte), aber auch lichte Wälder und trockene Regionen (etwa die Halbinsel Valdés). Sie bevorzugen dabei Gebiete, die mit Büschen oder Bäumen als Sichtschutz und Deckung bestanden sind.

## Lebensweise

### Aktivitätszeiten und Fortbewegung
Große Pampashasen sind tagaktiv. Rund die Hälfte des Tages (46 %) verbringen sie fressend, sind aber auch oft beim Sonnenbaden zu beobachten. Zur Nachtruhe graben sie keine eigenen Baue (außer zur Jungenaufzucht), sie schlafen in dichter Vegetation verborgen oder übernehmen die Baue von anderen Tieren, etwa Viscachas.
Je nach Bedarf praktizieren sie unterschiedliche Fortbewegungsarten, ein langsames Gehen, ein hasenähnliches Hoppeln oder auch das Hüpfen mit allen vier Beinen. Dabei können sie über 1 Kilometer Geschwindigkeiten von bis zu 45 km/h erreichen. Die Ruhepositionen sind entweder ein Sitzen auf dem Gesäß mit ausgestreckten Vorderbeinen oder ein Liegen mit katzenartig unter der Brust verschränkten Vorderbeinen – beides für Nager untypische Haltungen. Es entspricht eher der Ruhestellung von Hasenartigen.

### Sozial- und Territorialverhalten

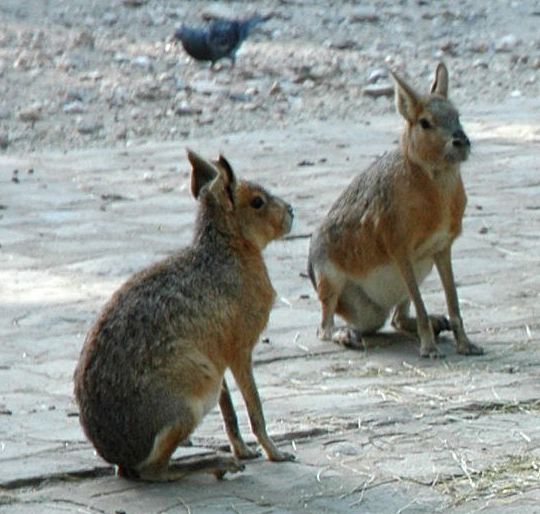
Große Pampashasen leben in Paaren.

Im Sozialverhalten zeigen Pampashasen die unter Säugetieren einmalige Kombination aus Monogamie und gemeinsamer Jungenaufzucht. Diese Tiere leben streng monogam, das heißt die Paare bleiben über Jahre beisammen, und üblicherweise kommt es nur beim Tod eines Partners zum Partnerwechsel. Der Grund dafür dürfte vorrangig in der extremen Kürze der Empfängnisbereitschaft liegen. Die Paarbindung wird vorrangig vom Männchen aufrechterhalten, es folgt dem Weibchen, wo immer es hingeht. Auch besprüht das Männchen das Weibchen mit Urin und den Boden rund um das Weibchen mit Analdrüsensekret und Kot; dieses Besprühen dient dem Zurückdrängen männlicher Nebenbuhler. Aber auch Weibchen besprühen manchmal das Gesicht des Männchens mit Urin, vermutlich um ihm zu zeigen, dass es nicht empfängnisbereit ist. Vor allem während der Trächtigkeit und Säugezeit muss das Weibchen weit mehr fressen als Männchen; die Männchen verbringen diese Zeit neben dem Weibchen sitzend und Wache haltend – sowohl vor Fressfeinden als auch vor Nebenbuhlern.
Mehrere Paare bilden zusammen lose Verbände, die bis zu 70 Tiere umfassen können. Die Männchen errichten untereinander eine Rangordnung; die dabei verwendeten Verhaltensweisen beinhalten ebenfalls das Besprühen mit Urin, daneben auch das Präsentieren des Gesäßes sowie Verfolgungsjagden und Bisse in den Rumpf.
Jedes Paar bewohnt ein Exklusivrevier von rund 10 Hektar Größe. Durch stetige Wanderungen verschieben sich allerdings die Reviergrenzen andauernd, über das Jahr gerechnet ergibt sich somit eine Reviergröße von 33 bis 200 (Durchschnitt 100) Hektar. Im Lauf der Zeit kommt es somit zu starken Überlappungen der Territorien der einzelnen Paare.
Große Pampashasen kommunizieren mit Quietschlauten, die der Kontaktaufnahme dienen, und stoßen im Bedrohungsfall Grunzlaute aus. Der visuellen bzw. akustischen Kommunikation dienen auch das Sträuben der Haare und das Klappern mit den Zähnen. Wie oben erwähnt, spielt die olfaktorische Kommunikation eine entscheidende Rolle.

### Natürliche Feinde und Bedrohungen
Zu den natürlichen Feinden der Pampashasen zählen Raubtiere wie Pampaskatzen, Kleinfleckkatzen, Pumas, Grisons und Kampfüchse; für Jungtiere können auch Greifvögel wie Magellanuhus und Andenbussarde gefährlich werden. An Parasiten ist der Fadenwurm Wellcomia dolichotis bekannt, der auf Pampashasen spezialisiert ist.

## Nahrung

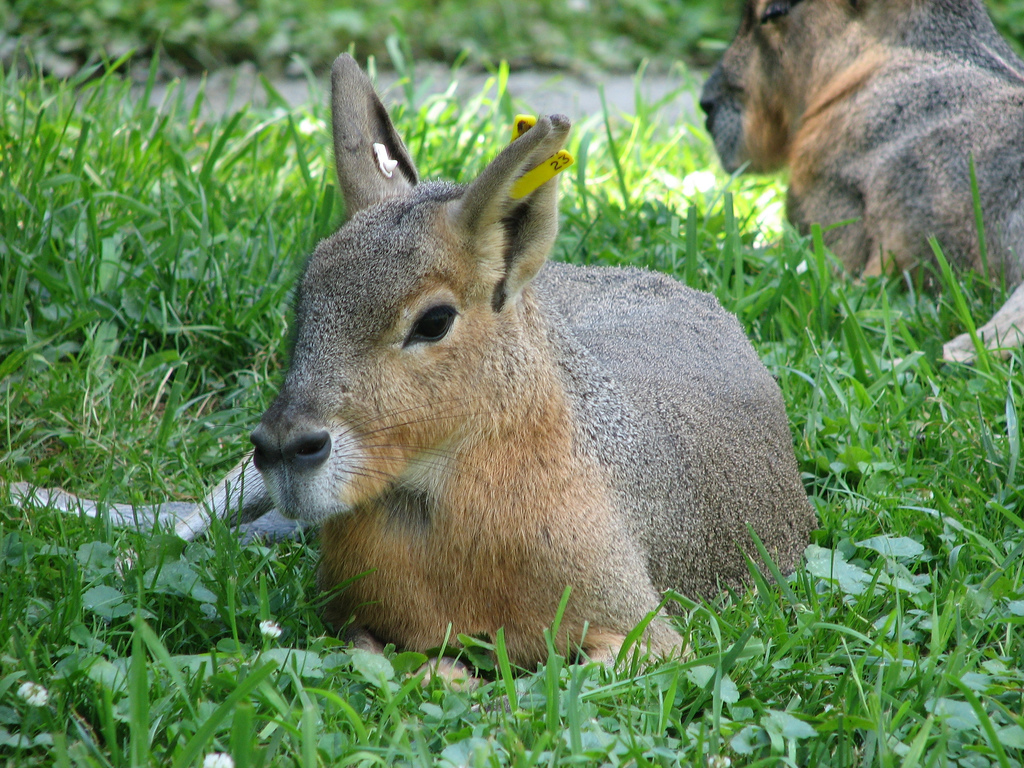

Diese Tiere sind opportunistische Pflanzenfresser, die unter anderem Gräser, Kräuter, aber auch Büsche (zum Beispiel Mesquite-Sträucher) verzehren. Zur besseren Verwertung der Nahrung praktizieren sie die Caecotrophie, das nochmalige Verzehren des Kotes. Der Blinddarmkot, eine weiche, klebrige Form des Kotes, dessen Material mit Hilfe spezieller Bakterien im Blinddarm fermentiert wird, wird unmittelbar nach dem Ausscheiden erneut verzehrt. Auf diese Weise können die Tiere die schwer verdauliche, zellulosehaltige Nahrung auf bestmögliche Weise verwerten. Der nach der erneuten Verdauung entstehende Kot ist trocken, er wird nicht wieder aufgenommen.
Generell sind Pampashasen sehr effiziente Nahrungsverwerter. So brauchen sie weniger Nahrung pro Kilogramm Körpergewicht als etwa Schafe oder Rinder.

## Fortpflanzung

### Paarung und Trächtigkeit

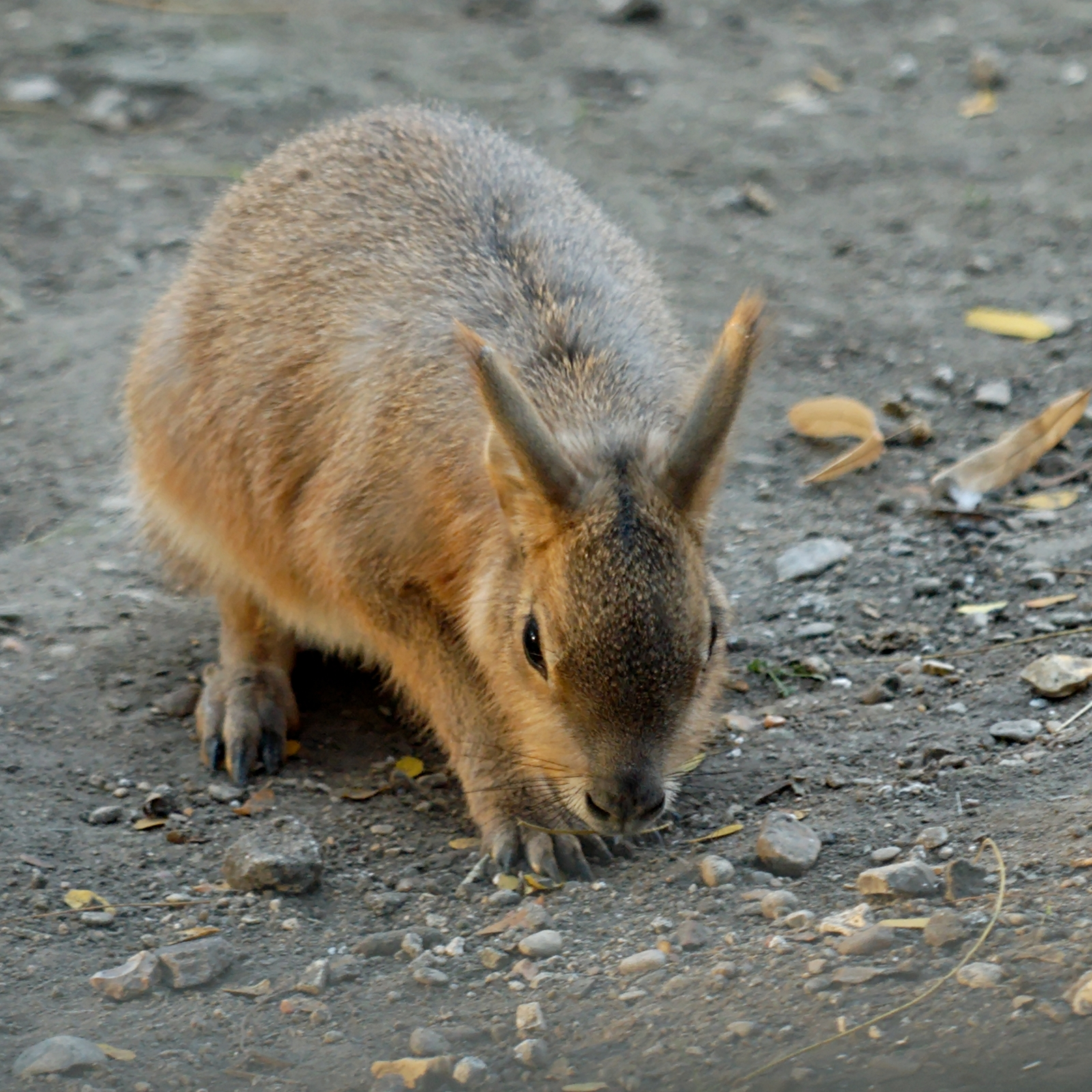
Jungtier

Weibliche Pampashasen haben einen äußerst kurzen Östrus, sie sind nur alle 3 bis 4 Monate für eine halbe Stunde empfängnisbereit. Das dürfte auch der Grund für die strikte Monogamie dieser Tiere sein.
Die Paarung erfolgt saisonal, die meisten Geburten fallen in die Monate August bis November, der Höhepunkt liegt zwischen Ende September und Anfang Oktober. In dieser Zeit herrscht in ihrem Lebensraum der Frühling vor der Sommerdürre. Während die Tiere in freier Wildbahn nur einen Wurf jährlich austragen, können es in menschlicher Obhut drei bis vier Würfe im Jahr sein. Die Tragzeit beträgt 91 bis 110 (durchschnittlich 100) Tage. Die Wurfgröße beträgt durchschnittlich zwei Jungtiere, kann aber auch eins oder drei betragen.

### Jungenaufzucht

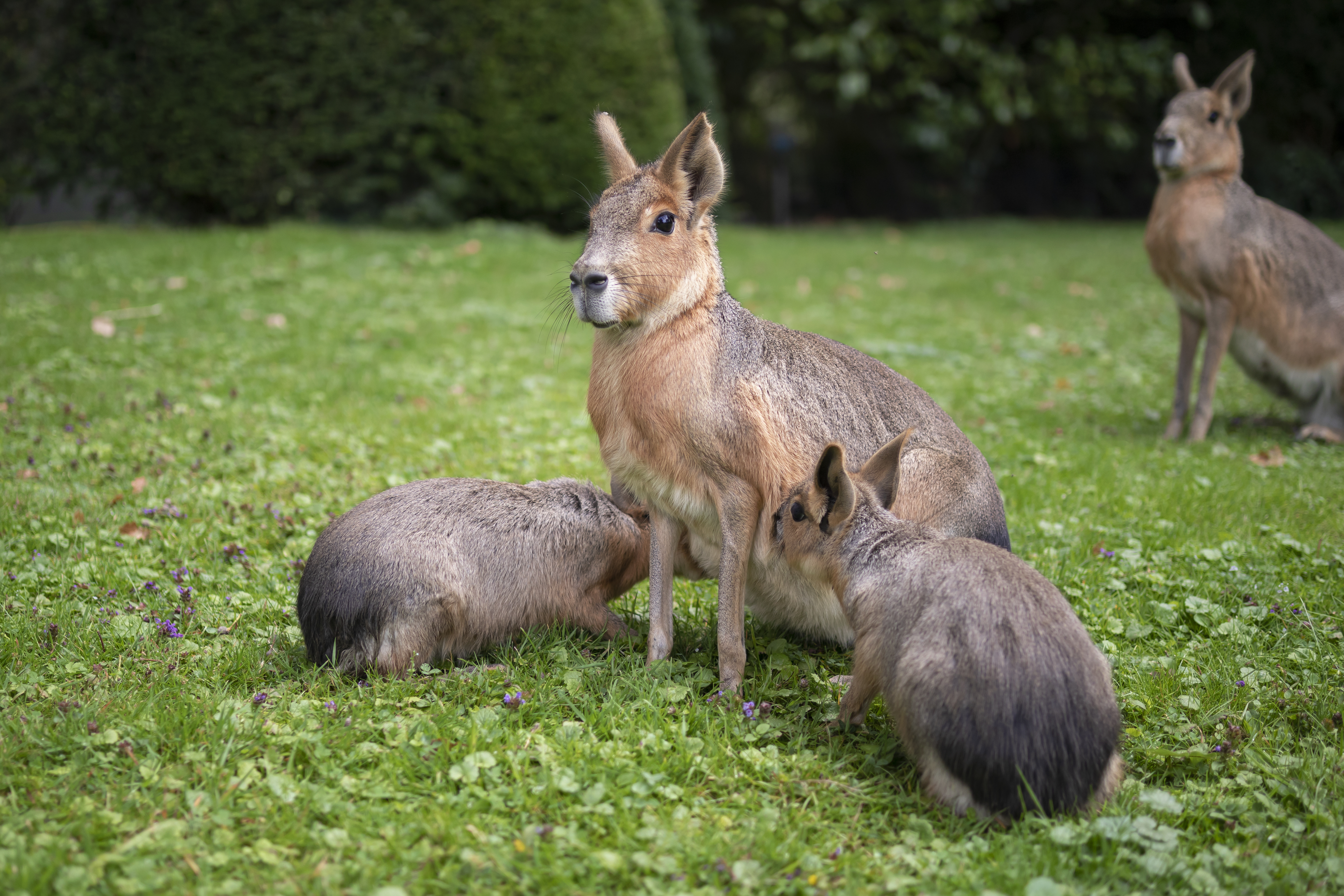
Weibchen beim Säugen

Neugeborene Große Pampashasen wiegen 480 bis 730 Gramm, sie sind Nestflüchter und können gleich nach der Geburt laufen. Zur Jungenaufzucht errichten bis zu 29 Paare ein gemeinsames Lager, das einen Komplex aus mehreren Erdbauen darstellt und in dem bis zu 33 Jungtiere leben. Das Weibchen kommt einmal pro Tag für rund 1 Stunde in den Bau, um ihre Jungen zu säugen; andere Tiere umkreisen derweil das Lager. Während dieser Lagerzeit entfernt sich ein Paar niemals weiter als 2,5 Kilometer vom Lager. Trotz des gemeinsamen Baus findet keine Kooperation der Mütter statt. Jedes Weibchen versucht nach Möglichkeit, nur die eigenen Jungtiere zu säugen, die sie am Geruch und an der Stimme erkennt. Trotzdem gelingt es einigen Jungtieren immer wieder, bei fremden Weibchen zu trinken. Ob dadurch verwaisten Jungtieren das Aufwachsen ermöglicht werden kann, ist umstritten. Die Sterblichkeit der Jungtiere ist hoch, was neben den Fressfeinden auch an Krankheiten und Unterkühlung liegt. Je größer das Jungtierlager, desto höher sind die Überlebenschancen.
Diese erste Phase der Zeit im Lager dauert rund 3 Wochen. Die Jungtiere bleiben im oder nahe beim Lager, sie halten engen Körperkontakt, was für die Erwärmung wichtig ist, sie kuscheln sich aneinander und spielen. Die zweite Phase liegt in der 4. bis 13. Lebenswoche. Zu dieser Zeit folgen die Jungen den Eltern bei der Nahrungssuche, werden aber immer noch gesäugt. Die endgültige Entwöhnung erfolgt mit 75 bis 80 Tagen, was für Nagetierstandard sehr lang ist.
Die Geschlechtsreife tritt (zumindest bei Weibchen) mit rund 8 Monaten ein. Die Lebenserwartung in freier Natur liegt wohl nicht über 10 Jahren, in menschlicher Obhut können diese Tiere bis zu 14 Jahre alt werden.

## Mensch und Großer Pampashase

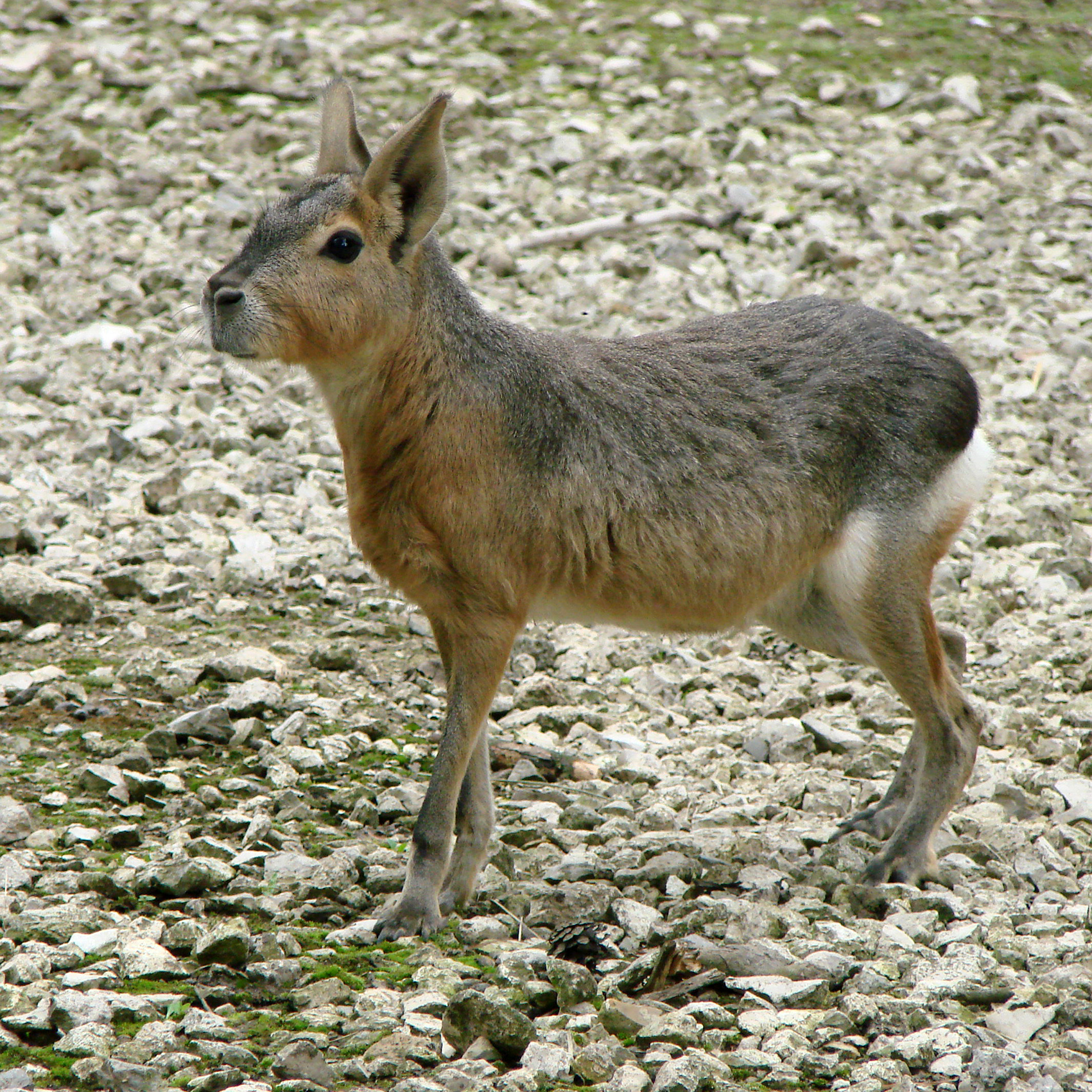
Große Pampashasen werden häufig in Zoos gehalten und sind leicht zu züchten.

Ein wichtiger Faktor der Bedrohung ist Nahrungskonkurrenz mit eingeschleppten Tieren, vor allem Hasen, die im südlichen Südamerika ursprünglich nicht heimisch waren; auch die Umwandlung ihres Lebensraums in Viehweiden für Rinder und Ackerland stellt zu einem gewissen Grad eine Gefährdung dar. Die Bejagung spielt eine geringe Rolle, manchmal werden sie wegen ihres Fleisches verfolgt oder um Decken aus ihrem Fell zu machen. Gebietsweise sind Große Pampashasen selten geworden, so sind sie zum Beispiel in der Provinz Buenos Aires ausgestorben. Insgesamt ist die Art aber noch nicht bedroht, von der IUCN wird sie als „potenziell gefährdet“ (near threatened) eingestuft.
Große Pampashasen sind häufig in Zoos zu sehen und leicht zu züchten.

## Systematik
Der Große Pampashase bildet zusammen mit dem Kleinen Pampashasen die Gattung der Pampashasen (Dolichotis), die eine eigene Unterfamilie, Dolichotinae, innerhalb der Meerschweinchen (Caviidae) bilden. Fossil ist diese Gruppe seit dem späten Miozän belegt, Fossilfunde aus den Provinzen Buenos Aires und Córdoba.
Es werden zwei Unterarten unterschieden, D. p. centricola im mittleren und D. p. patagonum im südlichen Argentinien, die Unterschiede liegen vorwiegend in der Fellfarbe.